# مریل اوهارا وود
 مریل اوهارا وود (انگلیسی: Meryl O'Hara Wood؛ زاده ) یک تنیس‌باز اهل استرالیا است.